# Cristian Domínguez Barrios
Cristián Domínguez Barrios (ur. 27 sierpnia 1982 w Madrycie) – hiszpański futsalista, bramkarz, gracz FC Barcelony i reprezentacji Hiszpanii. Trzykrotny Mistrz Europy (2007, 2010, 2012), Wicemistrz Świata (2008)